# Solanum buesii
Solanum buesii är en potatisväxtart som beskrevs av Julio César Vargas Calderón. Solanum buesii ingår i släktet skattor som ingår i familjen potatisväxter. Inga underarter finns listade i Catalogue of Life.